# 王珩 (成化進士)
王珩（1448年—？），字美器，京師真定府趙州人，明朝政治人物、進士出身。

## 生平
早年出身國子生，順天鄉試第七十七名舉人。成化十一年（1475年）乙未科進士。授工科給事中，歷任通政司右通政，官至南京工部侍郎。

## 家族
曾祖父王成甫。祖父王翥。父亲王惟政。